# Salvator Kaçaj
Salvator Kaçaj (ur. 23 października 1967 w Lezhy) – albański piłkarz grający na pozycji pomocnika. W reprezentacji Albanii rozegrał 18 meczów i zdobył 1 gola.

## Kariera klubowa
Karierę piłkarską Kaçaj rozpoczął w klubie Besëlidhja Lezha, w którego barwach w sezonie 1988/1989 zadebiutował w pierwszej lidze albańskiej. W 1990 roku odszedł do Skënderbeu Korcza, gdzie spędził rok.
W 1991 Kaçaj został zawodnikiem greckiego klubu GS Kallithea. W 1992 przeszedł do Athinaikosu AS, a 1994–1997 występował w cypryjskiej Omonii Nikozja. W sezonie 1997/1998 był piłkarzem Lewadiakosu.
W 1998 Kaçaj wrócił do Albanii i został zawodnikiem Vllaznii Szkodra, gdzie w 2000 zakończył występy na boisku.

## Kariera reprezentacyjna
W reprezentacji Albanii Kaçaj zadebiutował 4 września 1991 w Atenach w wygranym 2:0 towarzyskim meczu z Grecją. Grał w eliminacjach do Euro 92, do MŚ 1994, do Euro 96 i do MŚ 1998. Od 1991 do 1997 rozegrał w kadrze narodowej 18 meczów i zdobył 1 gola.